# Francesco Rodolico
Francesco Rodolico (Firenze, 27 marzo 1905 – Firenze, 30 marzo 1988) è stato un mineralogista e linguista italiano.

## Biografia
Nato nel 1905 dallo storico siciliano Niccolò Rodolico, Francesco frequentò la facoltà di chimica dell'Università di Firenze, laureandosi nel 1927. Allievo di Piero Aloisi e Antonio Garbasso, subito dopo il diploma di laurea, iniziò la carriera universitaria come assistente alla cattedra di mineralogia.
Nel 1931 conseguì l’abilitazione per la libera docenza. Si trasferì a Messina nel 1939, quando fu nominato direttore dell’Istituto di mineralogia. Successivamente trascorse un periodo di studio a Friburgo, dove ebbe modo di sviluppare una serie di ricerche sui minerali metallici.
Durante gli anni della Seconda guerra mondiale il suo interesse scientifico, che prima abbracciava solo il settore della mineralogia, in particolare della petrografia, si spostò verso il campo più ampio della storia della scienza, fortemente influenzato dall'ambiente culturale familiare.
Collaborò con la rivista Lingua nostra di Bruno Migliorini e Giacomo Devoto con ricerche sulla lessicografia scientifica in particolare sulla storia dei termini mineralogici e soprattutto sul rapporto tra le voci popolari, quelle scientifiche e quelle commerciali.
Si dedicò maggiormente allo studio geomorfologico della Toscana e dell'Umbria osservando il rapporto fra le loro caratteristiche petrografiche e l'attività di costruzione dell'uomo.
Nella sua opera Le pietre delle città d'Italia pubblicata a Firenze da Le Monnier nel 1953, Rodolico descrisse tutta l'Italia attraverso l'analisi delle sue pietre mettendo in risalto il loro utilizzo come materiale da costruzione e indirizzando così la mineralogia verso una scienza più applicativa.
Dopo la seconda guerra mondiale Rodolico insegnò nella facoltà di scienze di Modena, per poi rientrare a Firenze come docente di mineralogia presso la facoltà di architettura. Fu in tale periodo, tra il 1946 e il 1952, che egli elaborò l’opera che costituisce uno dei maggiori contributi italiani alla storiografia architettonica – Le pietre delle città d’Italia, uscita nel 1953 –, ponendo al centro il concetto di materia costitutiva dell’opera d’arte, poi sviluppato da Cesare Brandi, e la cultura della conservazione e del restauro in Italia.
Concluse la sua carriera universitaria nel 1976 anche se dopo continuò i suoi studi, pubblicando altri scritti scientifici, ma anche ricordi biografici e racconti sull'ambiente culturale in cui era vissuto.
Morì a Firenze il 30 marzo del 1988.

## Principali pubblicazioni
- Francesco Rodolico, Appunti sulla fosgenite di Monteponi : nota, Roma, Bardi, 1928.
- Francesco Rodolico, Ricerche su alcuni solfosali : nota, Roma, Bardi, 1928.
- Francesco Rodolico, Ricerche cristallografiche sul cinabro di Idria : nota, Roma, Bardi, 1929.
- Francesco Rodolico, Pisoliti poliedrici di magnesite e di dolomite : nota, Roma, Bardi, 1930.
- Francesco Rodolico, La supposta wurtzite di Spannocchia e dell'Accesa, Toscana, Roma, Tipografia del Senato, 1930.
- Francesco Rodolico, Diopside e tremolite del monte Spinosa nel Campigliese : nota, Roma, Bardi, 1931.
- Francesco Rodolico, Ricerche sulle rocce eruttive recenti della Toscana, [S.l., s.n., 193-?].
- Francesco Rodolico, La Toscana descritta dai naturalisti del Settecento : pagine di storia del pensiero scientifico, Firenze, Le Monnier, 1945.
- Francesco Rodolico, Le pietre delle città d'Italia, Firenze, Le Monnier, 1953.
- Francesco Rodolico, Richiamo al viaggio in Sicilia compiuto dal Dolomieu nel 1781, [S.l., s.n., 1960].
- Francesco Rodolico, Naturalisti esploratori dell'Ottocento italiano : antologia scientifica e letteraria, Firenze, Le Monnier, 1967.
- Francesco Rodolico, L'esplorazione naturalistica dell'appennino, Le Monnier 1963
- Guido Carobbi, Francesco Rodolico, I minerali della Toscana : saggio di mineralogia regionale, Firenze, Olschki, 1976.

## Archivio e biblioteca
Le sue carte sono conservate in più sedi. Il Museo Galileo conserva una parte della corrispondenza e alcuni disegni. Alla Biblioteca Riccardiana si trovano lettere dirette a Niccolò Rodolico e ad altri personaggi importanti della cultura del Novecento tra i quali Michele Barbi, Ernesto Sestan, Roberto Ridolfi, Giovanni Papini, Eugenio Garin, Arnaldo Momigliano, Giovanni Spadolini, Alessandro Pertini, Gaetano Salvemini. Presso la sede di Architettura della Biblioteca di Scienze Tecnologiche, Università degli Studi di Firenze è presente un fondo iconografico contenente negativi e stampe fotografiche, databili fra il 1932 e il 1971, di soggetti architettonici, naturalistici e paesaggistici.
Anche il suo fondo librario è suddiviso: alla Biblioteca Riccardiana sono pervenuti circa 300 tra volumi e articoli attinenti alla storia d’Italia, la biblioteca del Museo Galileo conserva un centinaio di opere tra opuscoli e monografie; il resto della biblioteca è stata lasciata alla Deputazione di Storia Patria per la Toscana.